# Pendul
 For alternative betydninger, se Pendulum. (Se også artikler, som begynder med Pendulum)
Et pendul (af latin: pendulus, "hængende") er et fysisk instrument, der består af en vægt, der hænger ned fra et omdrejningspunkt, så den kan svinge frit. Når et pendul forskydes sidelæns fra  ligevægt og slippes, får tyngdekraften det til at accelerere tilbage mod ligevægtspunktet og svinger frem og tilbage forbi ligevægtspositionen. Tiden for en fuld svingning frem og tilbage kaldes pendulets periode. Perioden afhænger af pendulets længde og i mindre grad også af amplituden, størrelsen af pendulets udsving.
Fra Galileis  første videnskabelige undersøgelser af pendulet omkring 1602 er pendulets regelmæssige bevægelser blevet brugt til tidsmåling, og de var den mest præcise teknologi til tidsmåling til 1930'erne. Penduluret, som blev opfundet af Christiaan Huygens i 1658, blev verdensstandarden for tidsmåling i hjem og på kontorer i 270 år og nåede en præcision på omkring ét sekunds afvigelse per år, før det blev erstattet af kvartsuret i 1930'erne.
Penduler bruges også i videnskabelige instrumenter som accelerometre og seismografer. Historisk er de også  brugt ved geofysiske undersøgelser til at måle variationen i tyngdeaccelerationen og endda også som en længdestandard.

## Beregningsmodeller
Der er flere fysiske beregningsmodeller for et penduls svingning – bl.a. det matematiske pendul, der er en forholdsvis simpel beregningsmodel - og det fysiske pendul, der kan bruges i mere komplicerede tilfælde. De er begge approksimationer, da de bygger på tilnærmelsen om den lille vinkel {\displaystyle \sin \theta \approx \theta }, som gælder for små værdier af amplituden {\displaystyle \theta }. Dette giver anledning til en simpel harmonisk oscillation.

### Matematisk pendul
For det matematiske pendul tilnærmes perioden {\displaystyle T} (svingningstiden) som
{\displaystyle T=2\pi {\sqrt {\frac {L}{g}}}}
hvor {\displaystyle L} er længen af en masseløs lodsnor, der fra omdrejningspunktet til pendulets masse, der er antaget samlet i et enkelt punkt. {\displaystyle g} er tyngdeaccelerationen, som er ca. 9,8 m/s² de fleste steder på Jordens overflade.

### Fysisk pendul
For det fysiske pendul bruges i stedet formlen
{\displaystyle T=2\pi {\sqrt {\frac {I}{dgm}}}}
hvor {\displaystyle I} er inertimomentet omkring omdrejningsaksen, {\displaystyle d} er afstanden fra omdrejningsakse til pendulets massecenter, og {\displaystyle m} er pendulets masse.

### Fjederpendul
I et fjederpendul hopper loddet op og ned, fordi det hænger i en fjeder. Fjederen modelleres med Hookes lov, og det givet derfor stadig en simpel harmonisk oscillation med perioden
{\displaystyle T=2\pi {\sqrt {\frac {m}{k}}}}
hvor {\displaystyle k} er fjederkonstanten.

### Elastisk pendul
Et elastisk pendul svinger i planet, men har også et elastisk snor. Det kan modelleres ved at kombinere det matematiske pendul og med fjederpendulet. Det givet da en mere kompleks bevægelse, der ikke længere er simpel harmonisk.